# 一人の死は悲劇だが数百万人の死は統計上の数字でしかない
一人の死は悲劇だが数百万人の死は統計上の数字でしかない（ひとりのしはひげきだがすうひゃくまんにんのしはとうけいじょうのすうじでしかない、ロシア語: Смерть одного человека — трагедия, смерть миллионов — статистика）は、ヨシフ・スターリンによって残された言葉。

## 概要
特定できる命と統計上の命の違いということである。人間というのは特定の顔が見えるかどうかで想像力や共感が及ぶかどうかに大きな差が出るということ。心理的現象では何百万人の苦難よりも、たった一人の悲劇の方が人々の心を動かしている。ウォートン・スクールの教授らによって行われた実験では、アフリカの食糧難で苦しむ三百万人の子供たちのためよりも、マリの一人の少女のためにというメッセージの方が多くの募金を集めた。統計に押し込まれた数字というのは、人々の絶望や悲しみを覆い隠している。人間というのは数字の羅列よりも一人の人間の死などのエピソードの方に心を動かされるものである。そして愚かとされる人はエピソードに必要以上にのめりこんで、極端な例というものを言って興奮する。そしてその例というのは報道されていたテレビ番組の内容などであり、知り合いとかではない人のことなどの場合もある。愚かとされる人間は合理性や真理からは遠く物の見方が単純で、桁の大きな数字などが苦手である。堀江宏樹はヨシフ・スターリンの死生観はこの言葉に尽きるとしている。
アドルフ・アイヒマンもこのような言葉を残している。アドルフ・アイヒマンは自らが裁かれる裁判が開かれてその公判中にこのような発言をした。アドルフ・アイヒマンはこの言葉で有名になった。沼野充義は大学に入ったばかりの頃に、石原吉郎の評論集である『望郷と海』でアドルフ・アイヒマンによるこのような発言を知って衝撃を受けた。だがこれはヨシフ・スターリンの言葉であるとしている文献にもしばしば出会う。亀山郁夫の『磔のロシア』ではヨシフ・スターリンの言葉であると伝聞情報として記している。
エーリヒ・マリア・レマルクもこのような発言をした。